# Явор (гора)
Явор (серб. Јавор) — гора на территории Боснии и Герцеговины в Республике Сербской, на территории общин Сребреница, Хан-Песак и Власеница. Главная вершина — Великий Жеп. Её высота составляет 1537 м над уровнем моря. Неподалёку от горы течёт река Дрина, а у её подножия, на высоте около 1000—1100 м, располагается городок Хан-Песак.